# (7970) Lichtenberg
(7970) Lichtenberg  es un asteroide perteneciente al cinturón de asteroides, descubierto el 24 de septiembre de 1960 por Cornelis Johannes van Houten e Ingrid van Houten-Groeneveld (sobre fotografías tomadas por Tom Gehrels) desde el Observatorio de Palomar, en Estados Unidos.

## Designación y nombre
Lichtenberg se designó inicialmente como 6065 P-L.
Más adelante fue nombrado en honor al científico alemán Georg Christoph Lichtenberg (1742-1799).

## Características orbitales
Lichtenberg orbita a una distancia media del Sol de 2,5776 ua, pudiendo acercarse hasta 1,9517 ua y alejarse hasta 3,2034 ua. Tiene una excentricidad de 0,2428 y una inclinación orbital de 4,1529° grados. Emplea en completar una órbita alrededor del Sol 1511 días.

## Características físicas
Su magnitud absoluta es 14,1. Tiene 6,171 km de diámetro. Su albedo se estima en 0,117.